# Biblioteca Municipal Jornalista Virgílio Carlos
A Biblioteca Municipal Jornalista Virgílio Carlos está localizada no centro da cidade de Ouro Branco, Minas Gerais, em um edifício tombado como patrimônio em 15 de Janeiro de 2010, após o estudo da arquiteta e urbanista Catherine Fonseca Alves Horta, que levou em consideração a arquitetura, o bem cultural e a memória social.

## História
Criada em 1971 na gestão do prefeito Raimundo Campos, a Biblioteca Municipal não possuía o nome atual, que está atrelado ao Jornalista Virgílio Carlos, um morador da cidade que foi diretor e fundador do jornal "O Alto Paraopeba", fundado em 24 de Abril de 1985, com o objetivo de retratar o cotidiano do município e dar voz às demandas locais, com ênfase na melhoria das estradas em Ouro Branco, na implementação de calçamento, na necessidade de mais escolas, segurança e na promoção da cultura. Seu fundador, Virgílio Carlos (1935-1995), era natural de Barbacena e, além de ser jornalista, atuou como professor de matemática e foi jogador de basquete no Clube América.
De início, a Biblioteca Municipal de Ouro Branco foi instalada em espaços transitórios até chegar à antiga "Casa da Cidade". Por isso, além de abrigar livros e arquivos municipais importantes, ela representa a história material do município, por estar hospedada em um edifício de arquitetura neocolonial (alvenaria pau-a-pique) presumida do séc. XVIII a meados do séc. XIX. Antes de ser um prédio público, a Casa da Cidade abrigou famílias ourobranquenses. A última família a morar nela foi a família Leão.
Em 2002, após o falecimento da então proprietária, Maria Leão, a casa ficou fechada por quase 4 anos. Posteriormente, ela foi alugada para a Prefeitura por cerca de 2 anos, a princípio para eventos culturais. Somente em 2007 a Prefeitura adquiriu o edifício em definitivo, com o intuito de instalar a Biblioteca Municipal Jornalista Virgílio Carlos.
Em 2022, foi observado a necessidade de reparação na estrutura física e maior divulgação desse espaço público entre os munícipes e estudantes da região. Há pouco conhecimento da população acerca da Biblioteca local, fazendo com que o espaço não seja ocupado e explorado em seu máximo potencial pelos moradores. Entretanto, a história das Bibliotecas no Brasil está ligada à luta da sociedade por conhecimento, e elas desempenham um papel importante na preservação do conhecimento para as futuras gerações.